# Varendorff

Wappen derer von Varendorff

Varendorff (auch Varendorf) ist der Name eines alten westfälischen Adelsgeschlechts mit gleichnamigem Stammsitz in der ehemaligen Grafschaft Tecklenburg.

„Ein altes ritterliches Westphälisches Geschlecht als dessen Stammhaus Vadrup, alt Varendorf, im Münsterischen gilt.“

## Geschichte der Familie
„Seit 1217 war das Geschlecht derer von Varendorf unter der Dienstmannschaft des Bischofes [von Osnabrück], gelangte bei demselben zu großem Ansehen und breitete sich weit aus.“

Generalmajor und Kartograf Gustav Adolf v. Varendorff

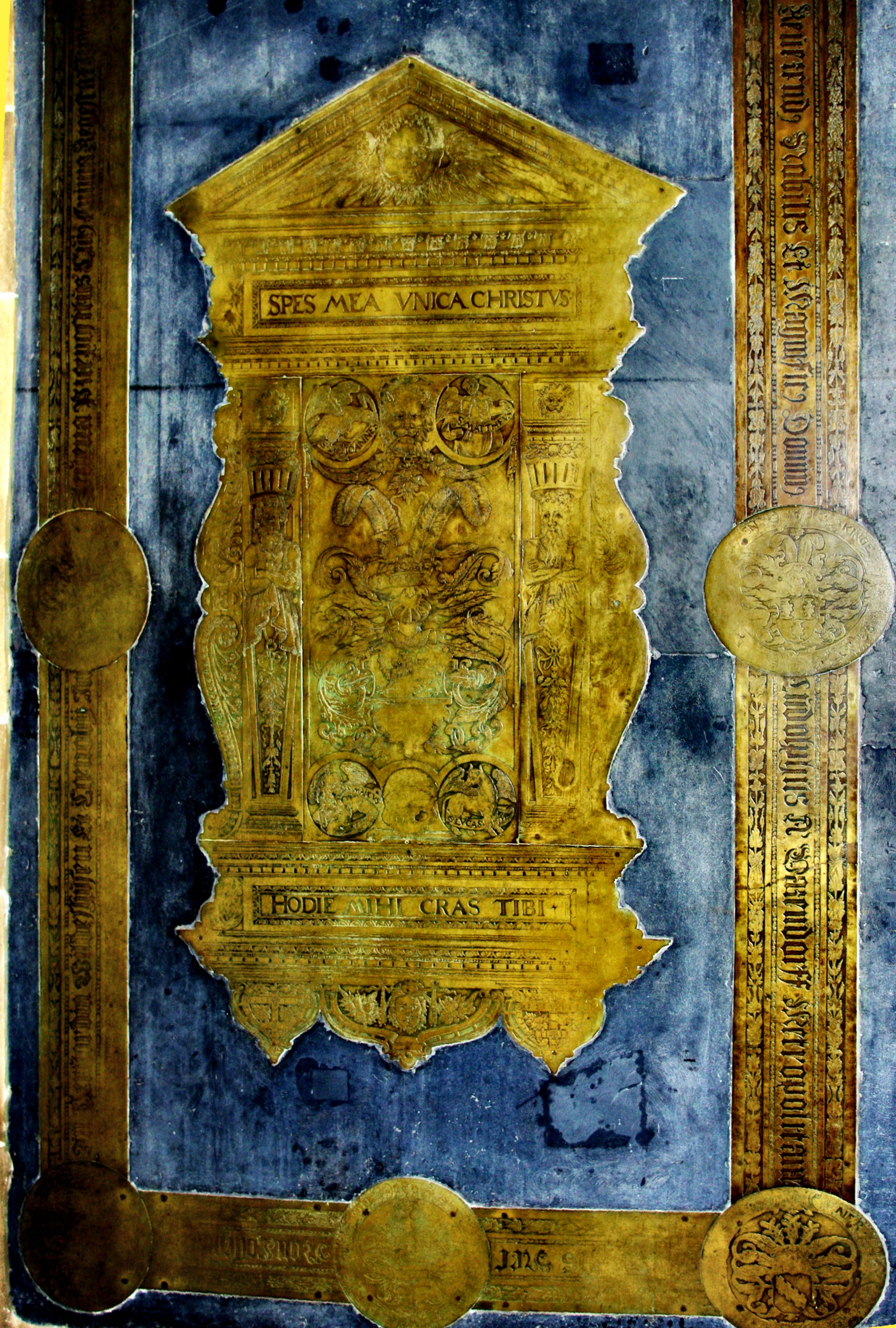
Grabplatte des Ludolf v. Varendorff im Dom zu Bremen

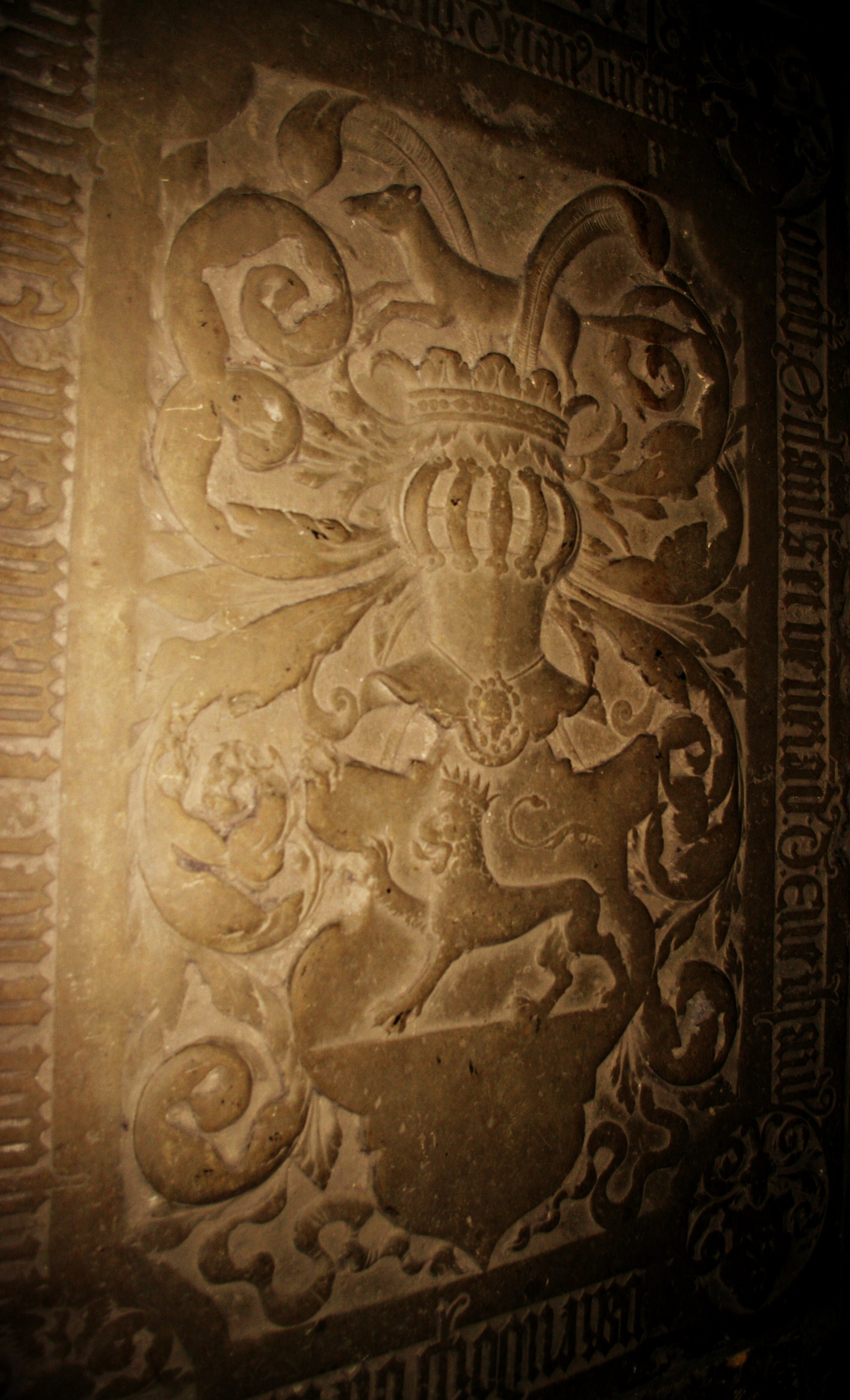
Grabstein des Eberhard v. Varendorff

Das vermutlich ursprünglich altfreie Geschlecht derer von Varendorff erscheint urkundlich erstmals im 12. Jahrhundert mit Gerhardus de Varenthorpe als Lehnsmann des Osnabrücker Bischofs Philipp von Katzenelnbogen. Ersterer wird hier im Jahre 1160 bei einer Schenkung an das Kloster Asbeck und später bei der Übertragung einiger freier Höfe an die Kirche im Jahre 1170 erwähnt. Die Stammreihe des Geschlechts beginnt mit dem erstmals im Jahre 1195 urkundlich erwähnten Ritter und Herrn Eberhard I. von Varendorff.
Die Herren von Varendorff begaben sich bereits früh in die Ministerialdienste der Bischöfe von Osnabrück. Sie gehörten zur Ravensberger, Holter und Steinfurter Vasallität und scheinen noch im 12. und 13. Jahrhundert auch unter der Ministerialität des Bistums Münster und der Gefolgschaft der Grafen von Arnsberg gestanden zu haben. Im Hoch- und Spätmittelalter scheinen verwandtschaftliche Beziehungen zu den Osnabrücker Edelherrengeschlechtern der Edelherren von Ibbenbüren und von Holte bestanden zu haben.
Im 13. Jahrhundert errichtete das Geschlecht mehrere Burgen im Osnabrücker Land und breitete sich über Westfalen und Niedersachsen aus.
Die Herren von Varendorff zählten zur Osnabrücker und Ravensberger Ritterschaft und gehörten dem Osnabrücker, Mindener und Bremer Domkapitel sowie dem preußischen, oldenburgischen, dänischen und braunschweigischen Adel an. Abkommen des Geschlechts erscheinen urkundlich als Ritter, Burgmannen und Offiziere, landesherrliche Hof- und Staatsbeamte sowie in kirchlichen Würden als Propste, Dechanten, Kapitularinnen sowie Chor- und Domherren. Im späten Mittelalter lagen die Herren von Varendorff in Fehde mit der Stadt und dem Hochstift Osnabrück, der benachbarte Ritterschaft sowie mit weiteren angrenzenden Städten des Osnabrücker Landes.
Angehörige des Geschlechts nahmen an den Türkenkriegen des 15. und 16. Jahrhunderts und der Belagerung von Metz durch Kaiser Karl V. im Jahre 1553 teil.
Im 18. Jahrhundert wandte sich ein Zweig des Geschlechts nach Oldenburg und Holstein, begab sich dort in königlich dänische Dienste und wurde im Zuge dessen 1774 naturalisiert. Zur gleichen Zeit dienten Abkommen desselben als braunschweigische Offiziere in kurhannoverschen und königlich englischen Diensten.
Seit dem 18. Jahrhundert gelangte das Geschlecht überwiegend in die Heeres- und Staatsdiensten des Königreichs Preußen.

## Wappen
Das Stammwappen zeigt im geteilten Schild oben in Gold einen schreitenden (leopardierten), gold-gekrönten roten Löwen, unten Rot ohne Bild. Auf dem Helm mit rot-goldenen Decken ein schreitender roter Fuchs zwischen einer goldenen und einer roten Straußenfeder. Ursprünglich war der Fuchs liegend dargestellt und die Straußenfedern fehlten. In anderen Varianten des Wappens erscheint das untere Wappenfeld geschacht, der Helm bewulstet oder bekrönt und als Helmzier ein wachsender Fuchsrumpf. Mehrere Linien führten das Wappen in der Tingierung rot und silber.

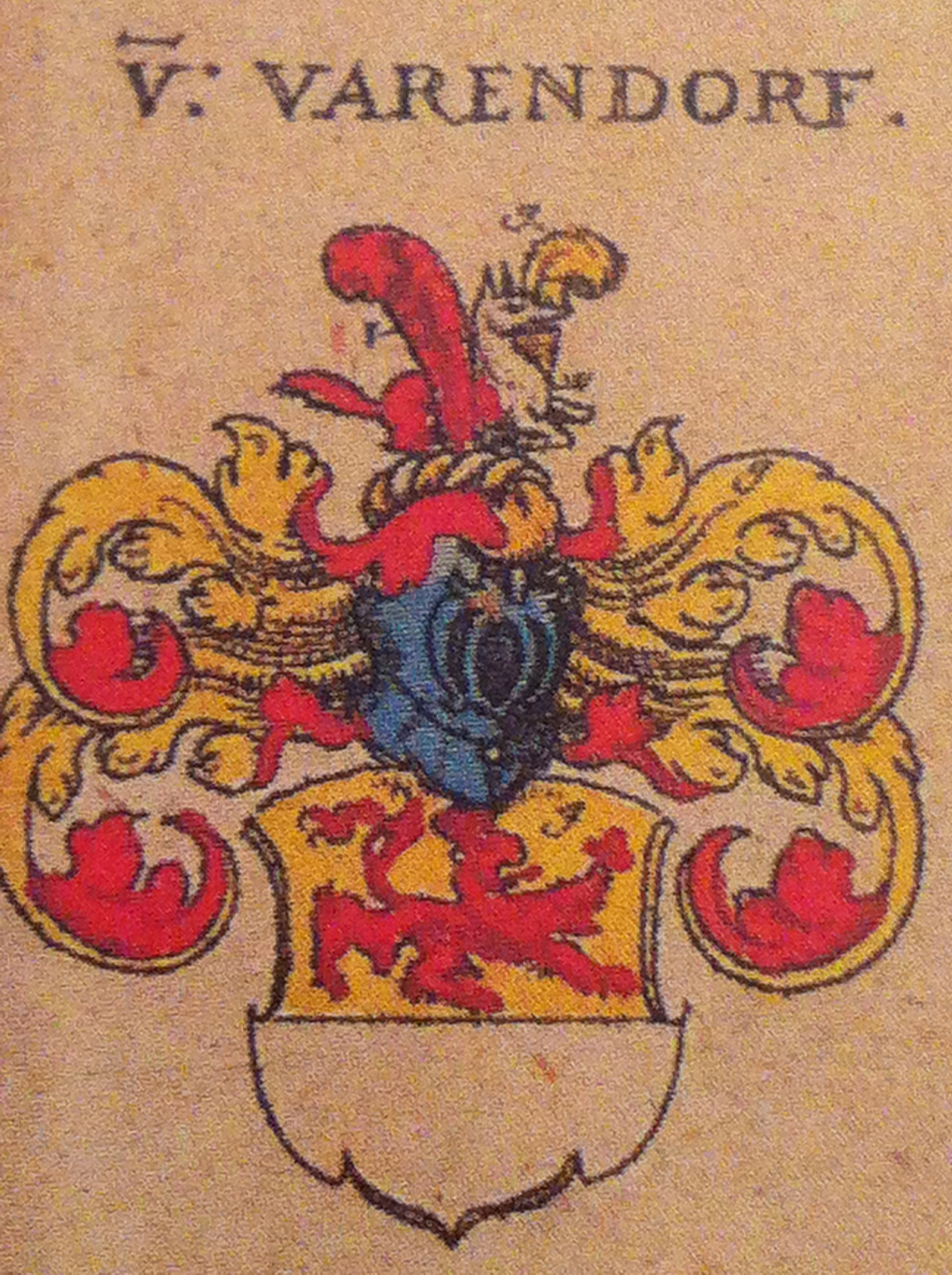
Wappen der Herren von Varendorff in Siebmachers Wappenbuch
Wappen derer von Varendorff
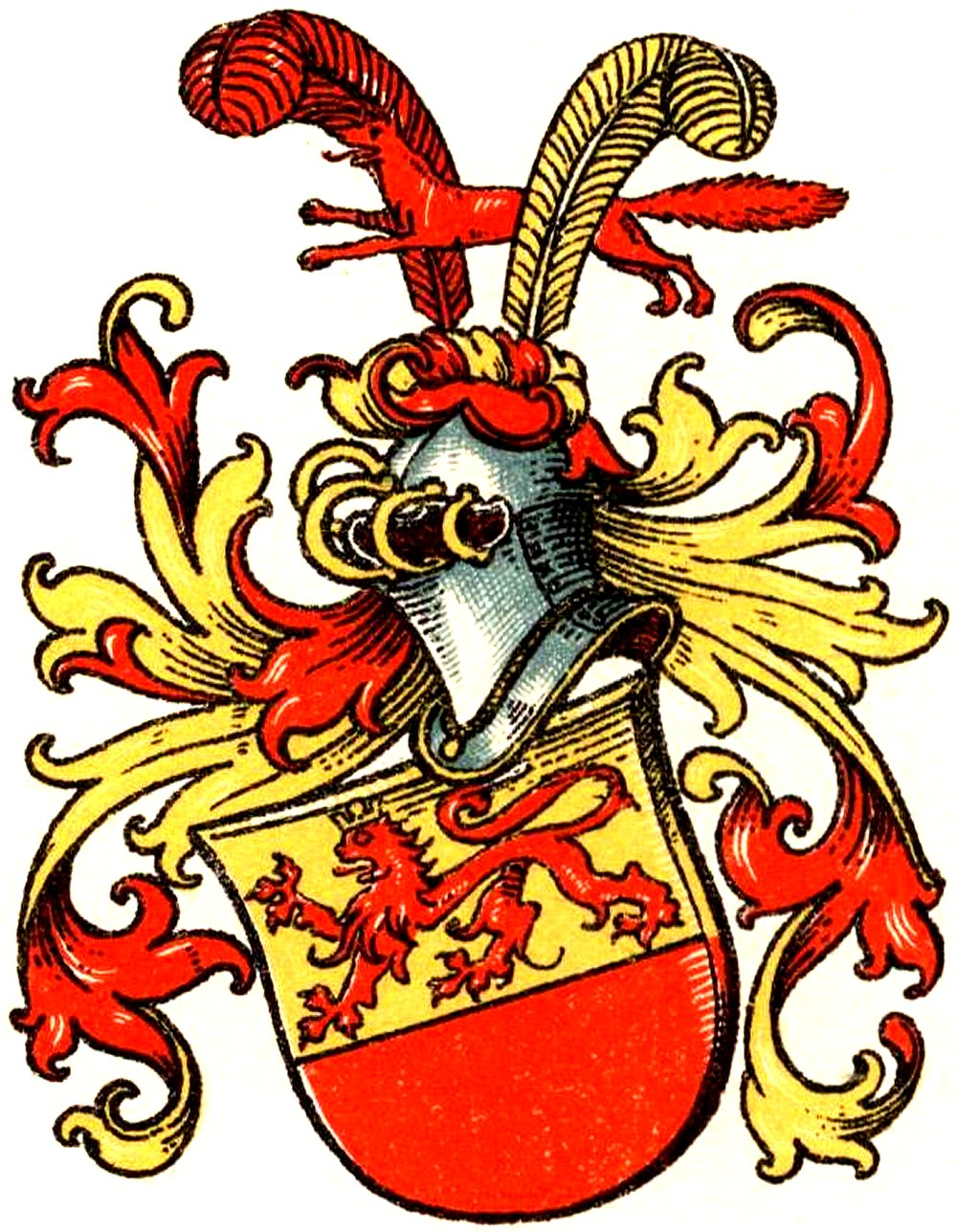
Wappen derer von Varendorff im Wappenbuch des Westfälischen Adels
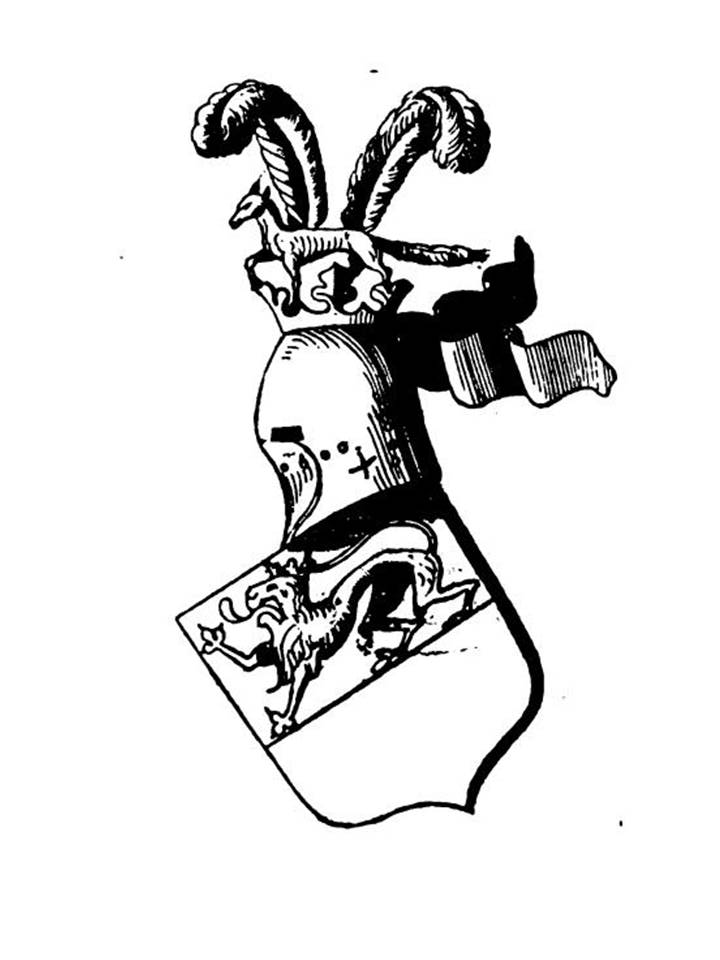
Wappen der Herren von Varendorff nach A. Fahne

## Name
Der Name Varendorff setzt sich ursprünglich aus den altsächsischen Wort thorp und einem unbekannten Erstglied zusammen. Die zweite Silbe stimmt mit der heutigen hochdeutschen Form Dorf überein und bezeichnete ursprünglich eine Siedlungsgruppierung mehrerer Gehöfte um einen Haupthof. Der Historiker Christian Grupen führte den gleichlautenden münsterischen Ortsnamen im 18. Jahrhundert auf den römischen Feldherren Publius Quinctilius Varus zurück, der um 9 n. Chr. in der Varusschlacht im Teutoburger Wald von dem Cheruskerfürsten Arminius besiegt wurde. Im Lauf der Jahrhunderte variierte die Schreibweise des Geschlechternamens. Neben der ursprünglich latinisierten altniederdeutschen Form de Varenthorpe bestand eine niederdeutsche Form Varendorp und eine hochdeutsche Form Va(h)rendorf(f). Erst im 19. Jahrhundert setzte sich die einheitliche Schreibweise Varendorff durch. Teilweise führten die Herren von Varendorff zusätzlich Besitz- oder Geschlechternamen verschwägerter, erloschener Familien weiter, darunter z. B. von Sutthausen, von der Wisch, von Holte:115, Valepage oder von der Schulenburg.

## Güter und Lehen
„Altes westphälisches und braunschweigisches Adelsgeschlecht, welches schon 1350 zu Schierloh im Tecklenburgischen 1556 zu Sutthausen im Osnabrückschen, 1589 zu Engern unweit Herford, 1600 zu Intrup im Osnabrückschen und zu Milse unweit Bielefeld und noch 1780 zu Rieste unweit Osnabrück saß. Ein Sitz Vadrup, früher Varendorp im Münsterschen kam schon 1160 vor.“

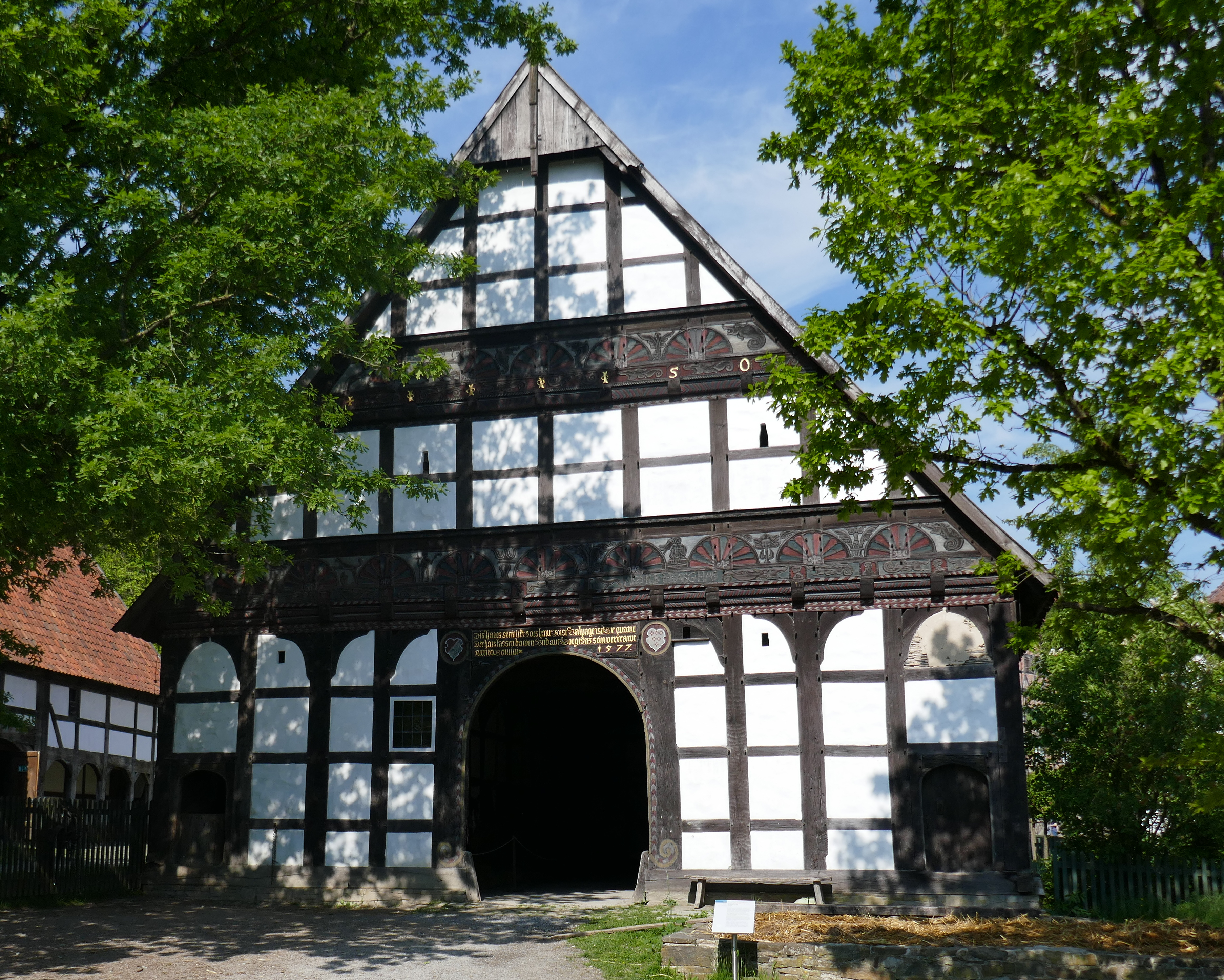
Der Valepagenhof im Freilichtmuseum Detmold

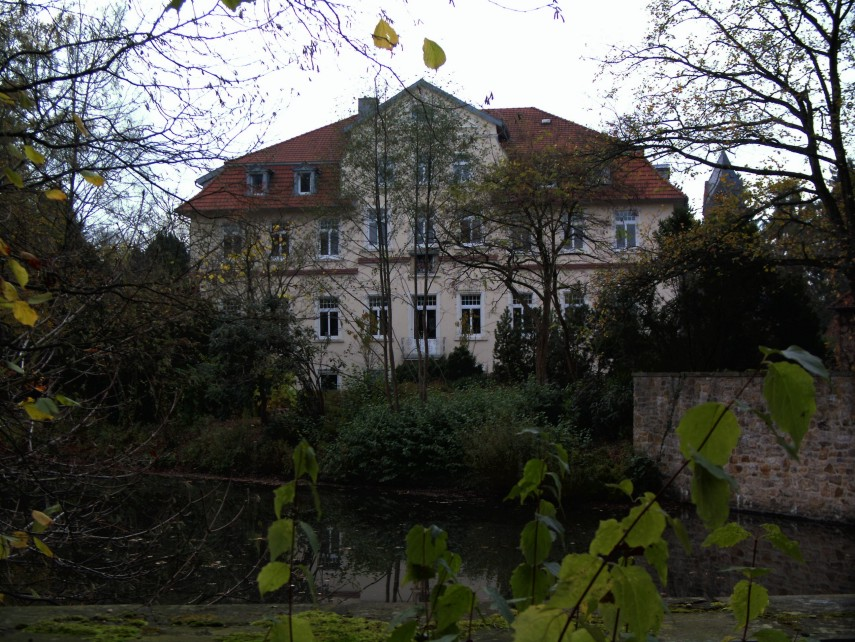
Gut Sutthausen

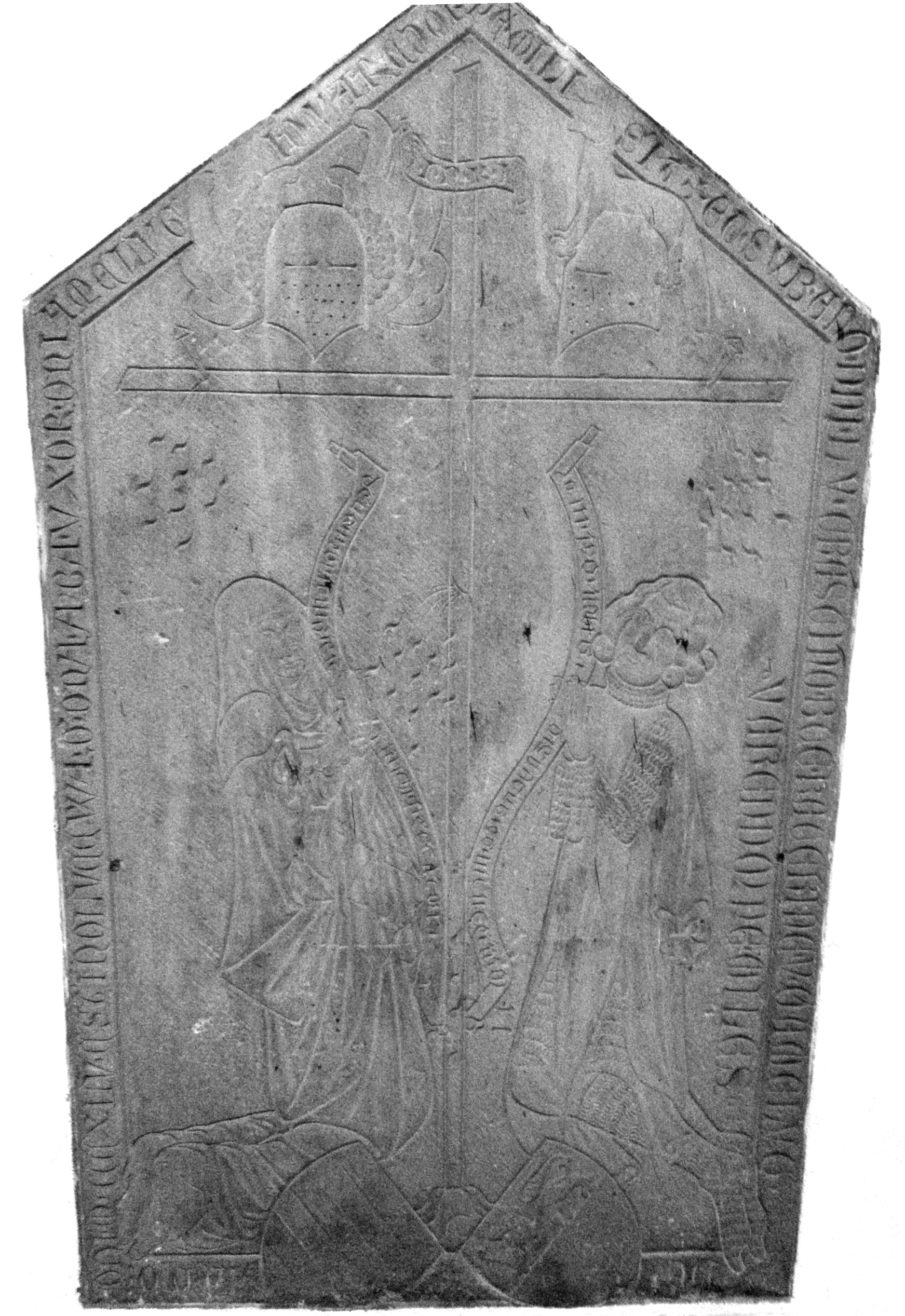
Epitaph des Amelung v. Varendorff und seiner Frau Amalberga von Lingen in der Klosterkirche zu Iburg

Die Herren von Varendorff besaßen zahlreichen Lehens- und Allodialbesitz im Raum Nord- und Nordwestdeutschlands, insbesondere in den Gebieten des heutigen Nordrhein-Westfalens, Niedersachsens und Schleswig-Holsteins. Im Hochmittelalter lassen sich neben dem Stammgut etwa zwei Dutzend Allodial- und Lehnsgüter nachweisen. Im 13. Jahrhundert erhielten die Herren von Varendorff einige ihrer freien Güter, die sie zuvor der Kirche angetragen hatten, als Lehen zurück. Lehnsbeziehungen bestanden u. a. zum Hochstift Osnabrück, dem Freien Reichsstift Herford, der Grafschaft Ravensberg, den Herzogtümern Jülich-Berg und Oldenburg, dem Hochstift Bremen sowie den Königreichen Preußen und Dänemark. Mit dem Erwerb von Gütern und Lehen waren unterschiedliche Rechte verbunden, zu denen vor allem ausgedehnten Jagd- und Fischereirechte sowie Gerichtsbarkeiten, z. B. über die angrenzenden Marken, gehörten. Durch den Erwerb landtagsfähiger Güter besaß das Geschlecht die Landtagsfähigkeit.
In die Zeit der ersten urkundlichen Erwähnung des Geschlechts fällt die erste Nennung eines gleichnamigen Stammsitzes bei Ibbenbüren in der ehemaligen Grafschaft Tecklenburg, der in einer Urkunde des Hochstifts Osnabrücks aus dem Jahr 1150 bezeugt wird. Die 1150 erwähnte „Curia Varenthorpe“ lässt sich ab 1226 im Besitz der Herren von Varendorff urkundlich nachweisen. Es ist urkundlich nicht mehr eindeutig zu klären, ob das Geschlecht den Stammhof den Bischöfen von Osnabrück als Lehen antrug. Ein Besitz derer von Varendorff an den tecklenburgischen Stammgütern lässt sich jedenfalls nur noch bis in die erste Hälfte des 13. Jahrhunderts nachweisen; danach ließen sie auf ihren Burgen im Osnabrücker Umland nieder. Nach ihrem Rückzug aus der Grafschaft Tecklenburg gelangte das Stammgut in die Hände der Grafen von Tecklenburg und wurde schließlich von selbigen im 15. Jahrhundert in einen Schulzenhof umgewandelt. Heute befindet sich auf dem ehemaligen Stammgut ein Reiterhof für Dressurpferde. Zum Stammhof gehörte einst ein anliegender Gerichtsplatz, der mit einer Linde oder Eiche bestanden war. Neben dem Hof in der Grafschaft Tecklenburg gab es einen gleichlautenden Sitz Vadrup (früher Varendorf) im Münsterschen, der in Publikationen des 19. Jahrhunderts als Stammsitz vermutet wurde. Außerdem bestand ein gleichnamiges Gogericht zu Warendorf, das bereits im frühen 14. Jahrhundert durch Heirat an die Herren von Korff kam. In der Stadt Tecklenburg führt heute noch eine Straße den Geschlechternamen.
Unter den Osnabrücker Lehen war Sutthausen eines der bedeutendsten Besitzungen der Herren v. Varendorff. Es war einst Stammsitz eines gleichnamigen Geschlechts gewesen und bestand aus zwei Lehen, die einerseits zum Domkapitel Osnabrück und andererseits zum Benediktinerkloster Iburg gehörten. Im Jahre 1280 baute Eberhard II. von Varendorff den früheren Hof Sutthausen gegen den Willen Bischofs Konrad von Rietberg und der Stadt Osnabrück zu einer befestigten Burg aus. Dies führte zu Spannungen mit der Stadt Osnabrück, die um 1300 die varendorffsche Burg erfolglos belagerte. Im 15. Jahrhundert führte der Propst Johann von Varendorff von Burg Sutthausen viele Raubzüge und Fehden im Osnabrücker Umland, die erbittertste gegen den Osnabrücker Bischof Erich von der Hoya. Dies belastete die Sutthausener Lehen, die sich nur langsam, jedoch nie wieder endgültig, konsolidieren konnten. Bereits in den Jahren 1400 und erneut 1431 war Sutthausen unter den Nachkommen Eberhard II. in zwei Teilgüter geteilt worden, wovon beide später die Landtagsfähigkeit erlangten. 1438 gelangte ein Teil des Gutes durch Verkauf in den Besitz der Familie v. Staël, die anstelle der ehemaligen Teilburg ein Gutshaus errichtete, das jedoch im Verlauf des 19. Jahrhunderts verfiel. Der andere Teil Sutthausens blieb bis zum 17. Jahrhundert im Besitz der Herren von Varendorff und gelangte durch Verkauf im Jahre 1622 in den Besitz der Herren von Korff. Heute besteht nur noch das korffsche Herrenhaus, das auf dem Mauern der früheren Burganlage errichtet wurde sowie eine Kapelle, die im Jahre 1333 von Eberhard III. von Varendorff begründet wurde. Burg Sutthausen (später beide Güter) besaß die Landtagsfähigkeit, das Markenrecht, die niedere Gerichtsbarkeit, sowie die hohe und niedere Jagdgerechtigkeit auf den eigenen Besitzungen, die hohe und niedere Koppeljagd in Iburg und Gröneberg, sowie die Fischereigerechtigkeit in den anliegenden Gewässern der Düte. Zu den Sutthausener Gütern gehörten seit 1291 Lehen zu Malbergen, zeitweise das Geogericht zu Iburg sowie die Burgen Gretesch und Nortrup. Seit dem frühen 20. Jahrhundert wirkt die Ordenskongregation der Franziskanerinnen zum Grab des heiligen Märtyrers Georg zu Thuine auf Haus Sutthausen.
Neben Sutthausen gelangten die Herren von Varendorff in den Besitz der Schulenburg bei Badbergen im Osnabrücker Land. 1292 und 1293 wird ein Ritter Balduin von Varendorff als ältester Besitzer und Begründer der Burg Schulenburg erwähnt. Im 13. Jahrhundert befanden sich die von Varendorff zur Schulenburg in einer Fehde mit den von Kettingham, von Knehem und von Snetlage. Der Grund der Fehde ist nicht bekannt. Im Jahre 1303 kam es auf Vermittlung des Bischofs Ludwig von Osnabrück und des Grafen Otto von Ravensberg zu einem Friedensschluss und Beilegung der Fehde.:363 ff im 14. Jahrhundert wurde die Burg geteilt. Ein Teil der Burg kam bereits 1379 durch Kauf an die Familie von Knehem, bis das Gut im 15. Jahrhundert wieder vereint von der Familie von der Recke erworben wurde. Das heutige Haus Schulenburg aus dem 18. Jahrhundert steht noch bei Badbergen.
Als Burgmannen der bischöflichen Landesburgen zu Iburg und Reckenberg wurden die Herren von Varendorff durch das Hochstift Osnabrück mit mehreren Burgmannslehen in Iburg belehnt. Diese Burgmannshöfe lagen innerhalb der Mauern des bischöflichen Schlosses Iburg.:33 Gerhard II. wird im Jahr 1241 als erster Lehnsträger eines Bergmannshofes genannt. Unter seinen Nachkommen wird der Hof erblicher Besitz. 1462 wird Berndt v. Varendorff mit einem weiteren Burgmannshof belehnt. Im Laufe der Jahrhunderte wurden alle Höfe von Bischof und Kloster aufgekauft und mussten einer Erweiterung des Schlosses weichen. In der Klosterkirche des Schlosses befindet sich heute noch ein Epitaph, der den Ritter Amelung von Varendorff und seine Gemahlin Amelberga von Lingen zeigt.
Im 14. Jahrhundert erscheinen die Herren v. Varendorff als Träger des Lehns- und Allodialbesitzes der Edelherren von Holte im Osnabrücker Land. Dieses Edelherrengeschlecht des Hoch- und Spätmittelalters spielte eine nicht unbedeutende Rolle im östlichen Westfalen. Die Herren von Holte erbauten eine der wenigen Höhenburgen im Osnabrücker Raum, die sogenannte alte Burg Holte. Diese Burganlage soll jedoch bereits im Jahre 1144 in einer Fehde mit Bischof Philipp von Osnabrück und den Grafen von Ravensberg geschleift worden sein.:113 ff. Um 1340 wird ein Knappe Nikolaus von Varendorff als Herr der Holter Besitzungen erwähnt.:114 Zwischen den Edelherren von Holte und den Herren von Varendorff bestanden im 14. Jahrhundert verwandtschaftliche Beziehungen. Die Güter kamen womöglich jedoch als Osnabrücker Lehen an das Geschlecht. Die Familie von Varendorff genannt von Holte behielt die Besitzungen bis zum Ende des 15. Jahrhunderts. Danach fielen sie an die Familie von Leden, die anstelle der alten Burg Holte die heute noch bestehende Ledenburg erbaute.
Gut Buddemühlen bei Bad Essen im früheren Landkreis Wittlage kam im 16. Jahrhundert an die Familie von Varendorff. Das landtagsfähige Gut wurde in der zweiten Hälfte des 15. Jahrhunderts von den Herren von Bar begründet. 1565 kaufte der Drost zu Wittlage, Jasper von Varendorff, Gut Buddemühlen und ließ dort in den Jahren zwischen 1567 und 1570 ein Herrenhaus im Renaissancestil errichten.:215 f. Nach dem Tod Jaspers von Varendorff im Jahre 1576 kam das Gut durch Heirat an die Familie von dem Knesebeck. Das Herrenhaus trug das Allianz-Wappen der Herren von Varendorff und Herren von Langen. Nachdem es in Verfall geraten war, musste Buddemühlen im 19. Jahrhundert abgebrochen worden. Einzig erhalten blieben die Wappensteine. Mit dem Gutsbesitz waren unter anderem Jagd- und Fischereirechte verbunden. In der Kirche zu Bad Essen zeigt noch ein Grabstein den Drosten Jasper von Varendorff.
Haus Horst bei Alfhausen im Osnabrücker Land gelangte im 16. Jahrhundert an die Herren von Varendorff. Das landtagsfähige Gut war ehemals Stammsitz des Osnabrücker Adelsgeschlechts von der Horst gewesen. Urkundlich erstmals im Jahre 1220 erwähnt kam das Gut 1563 an die Herren von Closter und daraufhin durch Heirat an Dietrich Wilhelm von Varendorff.:353 ff. Nach dessen Tod ging das Gut auf seine Ehefrau Margarete von Varendorff über, die die Horster Lehen und Allode an ihre Kinder vererbte. Diese verkauften Gut Horst im Jahre 1698 an die Familie von Cappel. Danach wechselte Gut Horst noch oft den Besitzer.
Aufgrund von Diensten gegenüber der Freien Fürstabtei Herford, der Grafschaft Ravensberg sowie später auch gegenüber dem Herzogtum Jülich-Berg, gelangten die Herren v. Varendorff in weiteren Lebensbesitz in Ostwestfalen. Den beträchtlichsten Teil dieser Lehen machte Gut Milse bei Bielefeld aus. Die Wasserburg Milse kam im Jahre 1431 durch die Heirat des Ritters Bernhard V. von Varendorff mit der Erbtochter Hille von Westphalen in den Besitz des Geschlechts. Die Besitzung umfasste die Landtagsfähigkeit sowie ausgedehnte Jagd- und Fischereirechte. Bereits zuvor war ein Ritterhof zu Bielefeld als vormals ravensbergisches Burglehen in varendorffschen Besitz gelangt. Gut Milse und der Bielefelder Hof erhielten sich zwei Jahrhunderte im Besitz der Herren von Varendorff. Im 17. Jahrhundert gelangte das Gut durch Heirat in Besitz derer von der Horst, die das 1689 das heute bestehende Haus Milse errichteten. In der benachbarten Kirche zu Heepen zeigt noch ein gestifteter Epitaph Jodokus von Varendorff und seine Gemahlin Anna von Meschede.
Im 15. Jahrhundert gelangte eine Linie der Herren von Varendorff in den Besitz einiger Lehnshöfe der Benediktinerabtei Abdinghof im Paderborner Land. Die erste urkundliche Erwähnung dieser Lehen, die einst wohl eine Villikation gewesen waren und deren Mittelpunkt ein schatzfreies Sattellehen (curia) bildete, fällt in das Jahr 1337. Seit dem späten 14. Jahrhundert bis zu ihrem Erlöschen im 15. Jahrhundert erscheinen die Herren von dem Wichmodeberg genannt Valepagen, ein ritterbürtiges Geschlecht des Hochstifts Paderborn, als Lehnsträger der valepagischen Güter. Die varendorffsche Belehnung im Jahre 1477 (erneut 1481) gründete neben Heiratsverbindungen zu den Herren von dem Wichmodeberg genannt Valepage auf der Fürsprache des herzöglich-westfälischen Landdrosten Philipps von Hörde. Bis ins 19. Jahrhundert blieben die Höfe im Delbrücker Land im Besitz der Familie, deren Angehörige den Namen Valepage weiterführten und die seit dem 16. Jahrhundert den Fürstbischöfen von Paderborn als delbrücker Gografen, Landschreiber und bischöfliche Landvogte dienten. Ende des 17. Jahrhunderts gelangte der Stammsitz der Familie von Sporck in den Besitz der Familie. Der nach der Bauernbefreiung noch verbleibende Besitz wurde 1844 einer Stiftung sowie verwandten Familien vermacht. Der um 1577 errichtete Valepagenhof gilt heute als eines der ältesten noch erhaltenen Hofgebäude des Kreises Paderborn. Der ursprünglich mit Gräften, Wällen sowie einem Saalanbau versehene Gografenhof befindet sich heute im Freilichtmuseum Detmold.
Im 16. Jahrhundert gelangte Gut Enger bei Herford an die Herren von Varendorff. Einst war das später landtagsfähige Gut eine Landesburg der Grafen von der Lippe gewesen, die jedoch um 1302 im Zuge einer Fehden der Bischöfe von Osnabrück, Paderborn und Minden mit Simon von der Lippe geschleift wurde. Im Jahre 1409 kam das Amt Enger an die Grafschaft Ravensberg. Infolgedessen kam das adelige Gut durch Belehung an die Herren von Varendorff, die im Jahre 1589 als Besitzer des Gutes erwähnt werden. Bereits im 16. Jahrhundert standen Angehörige des Geschlechts der Propstei und dem Dechanat des Chorherrenstifts Enger vor. Gut Enger befand sich ein Jahrhundert im Besitz der Herren von Varendorff, bis es Ende des 17. Jahrhunderts durch Heirat an die Herren von Quernheim gen. von Enger fiel und von diesen in der Mitte des 18. Jahrhunderts an die Herren von Consbruch kam.
Haus Intrup bei Lengerich im Tecklenburger Land gelangte zu Beginn des 17. Jahrhunderts in den Besitz der Herren von Varendorff. Intrup war einst ein Schulzenhof gewesen, dem Schatzfreiheit erteilt wurde und aus dem sich daraufhin ein Gut mit adeliger Freiheit entwickelte. Das Gut besaß keine Landtagsfähigkeit. Es kam durch Erbgang von der Familie von Schönkirchen an die Herren von Varendorff. Haus Intrup besteht noch heute.
Im frühen 17. Jahrhundert kamen Nieder-Endebruch und Stickhausen als bischöflich-osnabrücksche Lehen durch Heirat an die Familie von Varendorff. Die Stichhausener Lehen blieben über zweihundert Jahre bis zur Hannoveraner Ablöseordnung von 1833 im Besitz der Herren von Varendorff. Zur gleichen Zeit fiel Gut Rieste im nördlichen Osnabrücker Land in den Familienbesitz derer von Varendorff, dessen Name es heute trägt. Ursprünglich befand sich das Gut im 13. Jahrhundert im Lehnsbesitz der Herren von Stempel und war während des Dreißigjährigen Kriegs durch schwedische Truppen besetzt. Danach kam es durch Heirat an die Herren von Varendorff, die 1733 das heute noch bestehende Gutshaus errichteten.:288 ff. Im Jahre 1794 verkaufte der damalige Besitzer, der dänische Generaladjutant und spätere Generalmajor Gustav Adolf von Varendorf, das Gut an die Familie von Harthausen und zog auf das schleswig-holsteinische Kanzleigut Tolkschuby bei Flensburg. Kurz darauf wurde Gut Rieste zur Versteigerung angeboten. Das Allianz-Wappen derer von Varendorff und Freytag ziert noch heute das alte Gutshaus.
Gut Eyhausen im Ammerland bei Bad Zwischenahn bildete den Kern des oldenburgischen Lehnsbesitzes der Herren von Varendorff. Die Ersterwähnung des Lehens fällt in das Jahr 1305. Auf Gut Eyhausen saßen unterschiedliche Geschlechter. Ab 1679 erwarb das Geschlecht derer von Pottendorf das Gut. Im Jahre 1741 kam es durch Heirat an den Herzgl. oldenburgischen Land- und Konferenzrat Jacob Friedrich von Varendorff. Dieser konsolidierte das Gut durch eigene Besitzungen und vereinte Eyhausen mit umliegenden Höfen. Gut Eyhausen gelangte 1872 an den cloppenburgischen Amtmann Caspar Franz Theodor Bothe. Neben Gut Eyhausen gehörte auch Gut Horn bei Gristede im Ammerland zu den oldenburgischen Besitzungen des Geschlechts. Die Wurzeln von Gut Horn gehen auf eine gleichnamige Burg aus der zweiten Hälfte des 13. Jahrhunderts zurück. Im Jahre 1707 kam das Gut durch Erbfall an die Herren von Bilsky, die es in den Jahren 1741 und 1744 an Jacob Friedrich von Varendorff verkauften. Bereits einige Jahrzehnte später verkauften dieser Gut Horn seinerseits für den Ausbau des Gutes Eyhausen. Gut Horn besteht noch heute.

## Namensträger
- Gerhard I. de Varendorp (erwähnt 1160/70), Lehnsmann und Ministerialer des Bischofs von Osnabrück
- Eberhard I. von Varendorff (1195–1254), Herr auf Varenthorp, trägt einige seiner freien Güter dem Bischof von Osnabrück zu Lehen an und wird im Gegenzug mit selbigen dafür belehnt.
- Gerhard II. von Varendorff (1226–1266/67), Ritter und Herr auf Varenthorp, Burgmann zu Iburg und Rechenberg,
- Eberhard II. von Varendorff (1268–1303), Ritter und Erbauer der Burg Sutthausen, in Fehde mit der Stadt Osnabrück
- Amelung I. von Varendorff († 1355), Ritter und Burgmann zu Iburg; Epitaph in der Klosterkirche zu Iburg
- Johann von Varendorff (vor 1400 – nach 1449), Domherr und Domsenior zu Osnabrück, Propst zu St. Johann; in Stiftsfehde mit dem Osnabrücker Bischof Erich von Hoya
- Bernhard VI. (1408–1449), Amtmann zu Milse, Rat der Äbtissin von Herford
- Johann von Varendorff (1457–1482), Komtur der Johanniter Kommende Lage
- Jobst I. von Varendorff (um 1471–1549), Ritter, Rat der Äbtissin von Herford
- Amelung V. von Varendorff (1500–1549), Domherr zu Osnabrück, Propst zu Quakenbrück
- Eberhard von Varendorff († 1568), Propst und Domherr des St. Petri Doms zu Bremen, Dechant von Herford, Grabstein im Dom zu Bremen
- Ludolf von Varendorff († 1571), Dompropst in Bremen, Propst von Wildeshausen, Hadeln und Zeven, Berater der Bremer Erzbischöfe Georg von Braunschweig-Wolfenbüttel und Heinrich von Sachsen-Lauenburg, Grabstein und Epitaph im Dom zu Bremen
- Jasper von Varendorff († 1576), Herr zu Buddemühlen, Amtmann und Drost von Wittlage
- Jost Varendorff gnt. Valepage (um 1577), fürstbischöfl.-paderborn. Gograf, Erbauer des Valepagenhofes zu Delbrück
- Bernhard VII. von Varendorff († 1579), Amtmann zu Milse, Drost zu Limberg, bremischer Statthalter von Rhaden
- Ludolf von Varendorff (1584–1625), Domherr zu Osnabrück, Domscholaster
- Amelung von Varendorff (1589 und 1622), Herr zu Sutthausen, Drost von Iburg und Reckenberg
- Jakob Friedrich von Varendorff (1706–1780), Herr auf Eyhausen, Herzgl. oldenburgischer Regierungs- und Konferenzrat, Ritter des St. Annen-Ordens
- Georg Friedrich von Varendorff (1752–1834), Herr auf Eyhausen, Herzgl. oldenburgischer Kammerherr und Landrat
- Johann Justus Arnold von Varendorff (erwähnt 1752), Hofkammerrat und Oberjägermeister in Burgsteinfurt
- Gustav Adolf von Varendorff (1739–1812), Herr auf Rieste, Kartograf und kgl. dän. Generaladjutant und Generalmajor
- Friedrich Wilhelm von Varendorff (1744–1807), Herr auf Stichhausen, preußischer Major
- Karl Friedrich Ferdinand von Varendorff (1797–1862), Kgl. dän. Kammerherr und Oberhofjägermeister, Ritter des Dannebrogordens
- Karl Philipp von Varendorff (um 1804), letzter Stiftsdekan des St. Andreas Stifts zu Lübbecke
- Gustav Adolf Wilhelm von Varendorff († 1879), Kgl. dän. Offizier, Ritter des Dannebrogordens
- Ludwig Karl Gabriel von Varendorff (erwähnt 1840), Kgl. dän. Oberst, Ritter des Dannebrogordens
- Georg Eberhard Heinrich Otto von Varendorff (1838–1924), preußischer Oberforstmeister,
- Victor Carl von Varendorff (1870–1957), Arzt und Sanitätsrat, Farmer in der südafrikanischen Provinz Natal (Zululand)
- Kurt Philipp Ernst von Varendorff (1884–1942), preußischer Landesforstmeister
- Amelung von Varendorff (1913–1942), deutscher Marineoffizier und Kommandant des U 213